# Ядрин
Я́дрин (рос. Ядрин, чув. Етĕрне) — місто у Чувашії, районний центр та центр міського поселення.

## Географія
Місто розташоване на обох берегах річки Сура, правої притоки річки Волга, за 60 км на південний захід від міста Чебоксари.

## Історія
Місто засноване 1590 року як військова фортеця на східному кордоні російської держави. Назва міста походить від тих часів, коли при Іванові Грізному, під час війни із Казанським ханством, тут виготовлялись гарматні ядра. Однак ця версія не підтверджується, так як місто Казань було взято ще до заснування Ядрина. Інша версія вказує на засновника міста Етĕрне або Едьрне, при русифікації якого виникло Ядрий. Доказом цього є існування Ядринської волості ще до заснування міста. Однак перша версія відобразилась у гербі міста від 1781 року.
На початку 18 століття значення військового міста Ядрин втратив. На кінець століття у місті проживало приблизно 1,5 тисяч осіб, на середину 19 століття вже 2,5 тисячі, а на 1915 рік — 4429 осіб. 1791 року у місті було відкрите народне училище, яке з 1804 року стало повітовим, 1817 року при ньому засновано бібліотеку. З 5 вересня 1927 року місто стало районним центром.

## Населення[2][3][4]
| 1856 | 1897 | 1913 | 1915 | 1931 | 1939 | 1970 | 1979 | 1989  | 1992  | 1996  | 2001  | 2003  | 2005  | 2006  | 2007  | 2010 | 2011 | 2012 | 2013 |
| ---- | ---- | ---- | ---- | ---- | ---- | ---- | ---- | ----- | ----- | ----- | ----- | ----- | ----- | ----- | ----- | ---- | ---- | ---- | ---- |
| 2400 | 2500 | 5500 | 4429 | 3100 | 5400 | 6800 | 7300 | 10100 | 10600 | 11000 | 11100 | 10600 | 10200 | 10100 | 10100 | 9614 | 9600 | 9220 | 8983 |

## Господарство
Серед підприємств промисловості у місті працюють промкомбінат, молокозавод, спиртовий завод, м'ясокомбінат, машинобудівний завод, цегляний завод, кінний завод.
Соціальна сфера представлена 2 школами, гімназією, ПТУ, школою мистецтв, будинком дитячої творчості, ДЮСШ, спортивний комплекс; серед закладів культури — будинок культури, 3 бібліотеки, будинок-музей М. Д. Мордвинова. У місті виходить районна газета «Знамя труда».

## Відомі люди
У місті народились:
- Абакумов Гліб Арсентійович — російський хімік, член РАН
- Ашмарін Микола Іванович — російський сходознавець, тюрколог
- Мордвинов Микола Дмитрович (1901—1966) — радянський актор театру та кіно, народний артист СРСР